# 细胞工程
细胞工程（英文：cell engineering）是指在细胞水平上，基于现代细胞生物学、发育生物学、遗传学和分子生物学的理论与方法所进行的的遗传操作。这些操作用于重组细胞的结构和内含物，以改变生物的结构和功能，并通过细胞融合、核质移植、染色体或基因移植以及组织和细胞培养等方法，快速繁殖和培养出人们所需要的新物种的生物工程技术。

## 优势
细胞工程的优势在于避免了DNA的分离、提纯、剪切、拼接等基因操作，只需将细胞遗传物质直接转移到受体细胞中就能够形成杂交细胞，从而能够提高基因的转移效率。通俗地讲，细胞工程是在细胞水平上动手术，也称细胞操作技术。该技术包括细胞融合技术、细胞器移植、染色体工程和组织培养技术。通过细胞融合技术，可以培育出新物种，克服不同生物远缘杂交的不亲和性，实现种间的杂交。这项技术不仅可以把不同种类或者不同来源的植物细胞或者动物细胞进行融合，还可以把动物细胞与植物细胞融合在一起。这对创造新的动、植物和微生物品种具有前所未有的重大意义。但也可能衍生出不可测的结果。

## 特点
1. 前沿性：现代生物技术的热点；
2. 争议性：新技术给伦理道德带来的冲击；
3. 综合性：多学科交叉；
4. 应用性：工程类课程，重在产品与技术。

## 研究内容
1. 动植物细胞与组织培养；
2. 细胞融合（新的物种或品系、单克隆抗体）；
3. 细胞核移植（无性繁殖、克隆动物）；
4. 染色体工程（多倍体育种，例：八倍体小黑麦）；
5. 胚胎工程（优良品种、试管婴儿）；
6. 干细胞与组织工程（胚胎干细胞、组织干细胞）；
7. 基因生物与生物反应器（转基因动物、转基因植物）。

## 技术手段
植物细胞工程常用技术手段：植物组织培养、植物体细胞杂交。
动物细胞工程常用技术手段：动物细胞培养、动物细胞融合、胚胎移植、单克隆抗体、核移植等。其中，动物细胞培养技术是其他动物细胞工程技术的基础。